# Elisabeth Söderström
Elisabeth Söderström, folkbokförd som Anna Elisabeth Olow, född Söderström 7 maj 1927 i Sankt Matteus församling i Stockholm, död 19 november 2009 i Lidingö församling i Stockholms län, var en svensk operasångerska (sopran) som blev hovsångerska 1959 och fick professors namn 1996.

## Biografi
Söderström, som tog studentexamen vid Ahlströmska skolan, började studera sång privat för Adelaide von Skilondz och fortsatte sina studier 1947–1949 vid Stockholms musikkonservatorium. Enligt egen uppgift hade hon tänkt sig en framtid som talskådespelare, men efter att ha blivit kuggad i antagningen till Dramatens elevskola ett par gånger sökte hon sig till operan och antogs. Hon debuterade 1947 på Drottningholms slottsteater i Mozarts Bastien och Bastienne. Från 1949 till 1980 var hon engagerad vid Stockholmsoperan, men uppträdde också vid så gott som alla de största operascenerna världen över och gjorde talrika skivinspelningar. 1959–64 och 1983–87 var hon knuten till Metropolitan Opera i New York. Sin operakarriär avslutade hon under tidigt 1990-tal, med undantag för en tillfällig, spektakulär comeback som Grevinnan i Tjajkovskijs Pikovaja dama (Spader Dam) vid Metropolitan 1999.
1993–1996 var hon konstnärlig ledare för Drottningholms slottsteater. Bland sina offentliga uppdrag blev hon 1967 utsedd till ledamot av Sveriges Radios styrelse.
Elisabeth Söderström var dotter till direktör Emanuel Söderström och pianisten Anna Palasova; modern hade flytt från Ryssland under revolutionen 1917 och Söderström talade ryska flytande. Elisabeth Söderström gifte sig 1950 med kommendörkapten Sverker Olow (1925–2010)  och paret fick tre söner. Hon är begravd på Galärvarvskyrkogården i Stockholm.

## Elisabeth Söderström som sångare
Söderström var en av de mest berömda i sin generation svenska operasångerskor, även utomlands, uppskattad både för sin sång och som en intelligent skådespelerska vid en tid när operasångare (och -regissörer) ofta var mindre inriktade på trovärdig scenisk gestaltning än idag. Hon uppträdde på de stora utländska operahusen, t ex Covent Garden och Metropolitan, och har på skiva bl a sjungit samtliga tre ledande kvinnoroller i Richard Strauss Der Rosenkavalier, Sophie, Octavian och Fältmarskalkinnan. (Se diskografin.)
Söderströms tekniskt fulländade och samtidigt omisskännliga, personliga sopranröst och dramatiskt säkra spelteknik tillät henne att på hög nivå sjunga en mycket bred repertoar, såväl röst-, karaktärs- som tidsmässigt, från Monteverdi genom hela den klassiska och romantiska repertoaren, vidare genom 1900-talet fram till samtida operor, såsom Ligetis Le Grand Macabre och Argentos The Aspern Papers, vilka hon båda var med om att uruppföra, den förstnämnda vid Kungliga Operan, den senare i Dallas. The Aspern Papers fick efter några år sitt svenska uruppförande - med Söderström - även i Stockholm.
Hon har ofta nämnts som en av sin tids mest övertygande skådespelare på operascenen, en sida av hennes konstnärskap som också bidrog till framgångar i det unga tv-mediet. Söderström har uppträtt i många verk inspelade för tv och dessutom i egna produktioner och tv-serier, som ibland rört sig en bra bit utanför operagenren, ofta tillsammans med Kjerstin Dellert (till exempel serien Prima primadonnor) 1972–1973.
Också som konsertsångerska var Elisabeth Söderström internationellt verksam, både på scen och på skiva. Till denna sida av hennes verksamhet hör att hon sjöng in ett stort antal solosånger (totalt 8 LP) ur den ryska 1800-talsrepertoaren med Vladimir Asjkenazi vid pianot, en insats som fick varma lovord av musikkritiken internationellt (hon hade språket med sig från barndomen, eftersom både modern och hennes sånglärarinna Mme Skilondz var ryskor och hade flytt utomlands under revolutionen 1917-18). Söderström har gjort ett mycket stort antal grammofonupptagningar för svenska och utländska skivbolag, främst Decca, bland annat har hennes upptagningar av Leoš Janáčeks viktigaste operor blivit flerfaldigt prisbelönade och stilbildande.
EMI gav 1975 ut en skiva där Söderström sjunger verk av Richard Strauss och där Fältmarskalkinnans monolog är inkluderad. Inspelningen blev en internationell storsäljare.

## Priser och utmärkelser
- 1959 – Hovsångerska
- 1965 – Ledamot nr 720 av Kungliga Musikaliska Akademien
- 1965 – Svenska Akademiens teaterpris
- 1969 – Litteris et Artibus
- 1972 –  Kommendör av Vasaorden
- 1973 –  Kommendör av Arts et Lettres-orden
- 1977 – Fideliomedaljen
- 1978 – Medaljen för tonkonstens främjande
- 1982 – Teaterförbundets guldmedalj för "utomordentlig konstnärlig gärning"
- 1985 –  Brittiska imperieorden
- 1986 – Fonogramartistpristagare
- 1996 – Professors namn
- 1996 – H.M. Konungens medalj av tolfte storleken i Serafimerordens band

## Rollporträtt

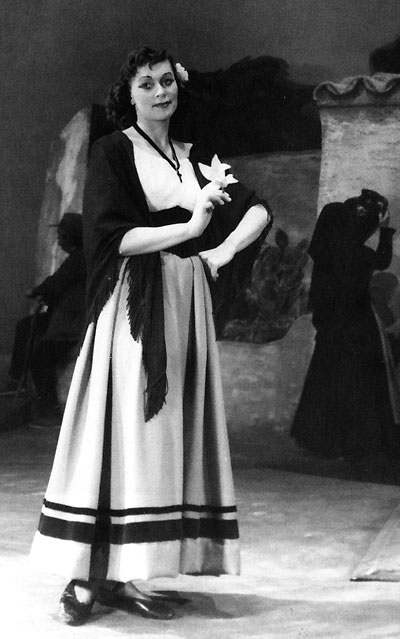
Som Lola i På Sicilien på Stockholmsoperan 1954.
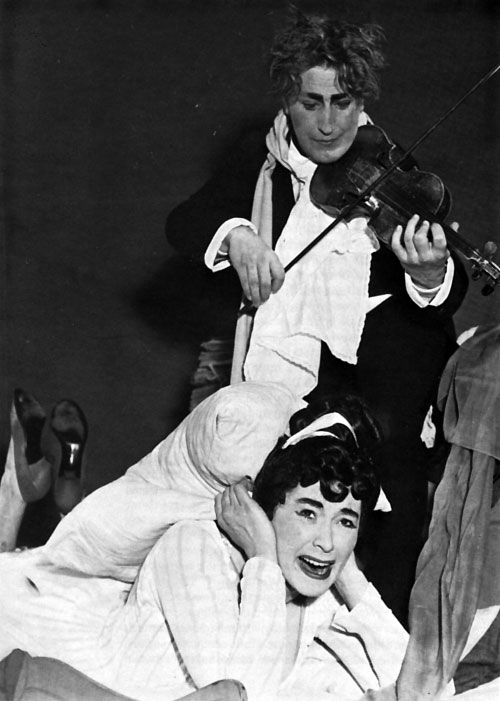
Sven Erik Vikström som Orfeus och Söderström som Eurydike i Orfeus i underjorden på Stockholmsoperan 1955.

## Diskografi (urval)
- Titelrollen i Janáček, Katja Kabanova. Wiener Philharmoniker, dir. Charles Mackerras. Decca 421 852-2 (421 853-2, 421 854-2). Svensk mediedatabas.
- Emilia Marty i Janáček, Věc Makropulos. Lachian Dances. På svenska kallas operan Testamentet. Wiener Philharmoniker, dir. Charles Mackerras. Decca 430 372-2 (430 373-2, 430 374-2). Svensk mediedatabas.
- Emilia Marty i Janáček, Vêc Makropulos. Dir. Charles Bruch. Sjungen på franska. Opera depot OD 10355-2. (2 CD). (http://www.operadepot.com) Läst 7 januari 2013.
- Titelrollen i Janáček, Jenufa. Wiener Philarmoniker, Charles Mackerras, dir. Decca 475 8227-4. Svensk mediedatabas.
- Titelrollen i Janáček, Jenufa. San Francisco War Memorial Opera House, dir. Jaroslav Krombholc. 1980. Gala GL. 100.751. (http://amazon.com) Läst 7 januari 2013 (2 CD).
- Titelrollen i Janáček, Katja Kabanova. San Francisco War Memorial Opera House, dir. Rafael Kubelik. 1977. Operalovers. (http://www.operalovers.ca). (2 CD).
- Fältmarskalkinnan i Richard Strauss Der Rosenkavalier. Metropolitan Opera House, dir. James Levine. 1987. House of Opera CD10881. (http://www.operapassion.com).
- Fältmarskalkinnan i Richard Strauss Der Rosenkavalier. Darmstadt 5 juli 1980. Premiere Opera 4481-3. (http://www.premiereopera.com).
- Fältmarskalkinnan i Richard Strauss Der Rosenkavalier. Dallas 19 november 1982. House of Opera CD487. (http://www.operapassion.com).
- Fältmarskalkinnan i Richard Strauss Der Rosenkavalier. Med Sylvia Lindenstrand, Britt Marie Aruhn, Arne Tyrén. Kungliga Hovkapellet. Dir. Leif Segerstam. Stockholm 1976. Premiere Opera. (http://premiereopera.net). Läst 13 januari 2013.
- Octavian i Richard Strauss Der Rosenkavalier. Utdrag. Wiener Philkarmoniker, dir. Silvio Varviso. Decca 452 730-2. Svensk mediedatabas.
- Tatiana i Eugene Onegin. Glyndebourne Festival, dir. John Pritchard. 1968. Operalovers. (http://www.operalovers.ca).
- Marguerite i Gounods Faust. Med Jussi Björling. Metropolitan Opera House, dir. Jean Morel. 1959. Operalovers. (http://www.operalovers.ca).
- Massenet, Sapho. Konsertant, New York, 23 januari 1979. Premiere Opera 4381-2. (http://www.premiereopera.com).
- Rachmaninov, The Songs. Vladimir Asjkenazi, piano. London/Decca 436 920-2 (436 921-2--436 923-2) (3 CD). Svensk mediedatabas.
- Tchaikovsky Songs by Elisabeth Söderström and Vladimir Ashkenazy, piano. Decca 436 204-2. Svensk mediedatabas.
- Russian Songs. Vladimir Asjkenazi, piano. Decca 4762511. Tidigare utgiven med titeln Songs for children.
- Grevinnan i Mozarts Le nozze di Figaro. Otto Klemperer, dir. New Philharmonia Orchestra. EMI Classics CMS 7638492 (CDM 7638502–7638522). Svensk mediedatabas.
- Susanna i Mozarts Le nozze di Figaro. Philharmonia Orchestra and Chorus, Carlo Maria Giulini, dir. Opera Depot OD 10391-3. (3 CD). (http://www.operadepot.com).
- Argento, The Aspern Papers. Dallas, 1989. House of Opera CD4027. (Den kvinnliga huvudrollen av tonsättaren skriven för Elisabeth Söderström). House of Opera CD4027. (http://www.operapassion.com).
- Beethoven, Missa solemnis. Otto Klemperer, dir., New Philharmonic Orchestra. EMI SLS 922 (2LP). Även på CD.
- Leonore i Beethovens Fidelio with Glyndebourne Chorus, London Philharmonic Orchestra, dir. Bernard Haitink. DVD VR06-0441. Svensk mediedatabas. Även utgive som: Arthaus DVD 101 099. Svensk mediedatabas.
- Schubert, Goethe Lieder. Paul Badura-Skoda, Hammerflügel. Astrée E 7783. Svensk mediedatabas.
- Britten, War Requiem, Simon Rattle, dir. EMI CDS 7 47034 8 [7470348]. Svensk mediedatabas
- The lady i Hindemiths Cardillac. Cologne Radio Symphony Orchestra & Chorus, dir. Joseph Keilberth. Opera d'Oro OPD-1427.
- Melisande i Debussys Pelléas et Mélisande. Covent Garden Royal Opera House Chorus, Covent Garden Royal Opera House Orchestra , dir. Pierre Boulez. Sony Classical SM 3 K 47265. Även utgiven på CD.
- Nerone i Monteverdis Poppeas kröning. Nikolaus Harnoncourt, dir. Vienna Concentus Musicus. Källa: amazon.co.uk. (4 CD).
- Elisabeth Söderström sings Richard Strauss. Orchestra of Welsh National Opera, dir. Richard Armstrong. EMI ASD 4103. Svensk mediedatabas.
- Strauss, R., Vier letzte Lieder. Avsnitt ur Rosenkavaljeren och Capriccio; Britten, B. Our hunting fathers. Orchestra of the Welsh National Opera. Dir. Richard Armstrong. EMI Music France 7243 4 71939 2 7. 1 CD. (http://www.amazon.fr). Läst 10 januari 2013.
- Britten, Our hunting fathers. Folksongs with orchestra. Orchestra of Welsh National Opera, dir. Richard Armstrong. EMI ASD 4397. Svensk mediedatabas.
- Christine i Richard Strauss Intermezzo. London Philharmonic Orchestra, dir. Sir John Pritchard. Från Glyndebourne. Chandos Opera in English Series. CHAN 3174(2). Svensk mediedatabas.
- Great Swedish Singers: Elisabeth Söderström. Come scoglio. Bluebell ABCD 095. Svensk mediedatabas.
- Elisabeth Söderström. Symfoniorkestern Norrköping. EMI 4 E 061-34788 Svensk mediedatabas.
- Elisabeth Söderström live at the Berwald Hall, Stockholm. Martin Isepp, piano. Bluebell BELL 111.
- Flickan under nymånen. A Swedish song collection. Swedish Society Discofil. SCD 1117. Svensk mediedatabas.
- Svenska hovsångerskor. EMI CMCD 6350. Svensk mediedatabas.
- Röster från Stockholmsperan under 100 år. HMV 7C 153-35350  Svensk mediedatabas.
- Elisabeth Söderström sjunger Jenny Lind sånger. Swedish Society Discofil SLT 33209. Svensk mediedatabas.
- Kerstin Meyer, Elisabeth Söderström. Stenhammar, Rangström, de Frumerie, Nystroem. Jan Eyron, piano. Swedish Society Discofil SLT 33171.
- Micaela i Bizets Carmen. Sixten Ehrling, dir. Live, Stockholm 1954. Bluebell ABCD 109 (2).
- Verismo at the Royal Swedish Opera 1952-1962. Caprice CAP 22063. Svensk mediedatabas.
- Elisabeth Söderström. Carl Nielsen, Edvard Grieg, Franz Liszt, Franz Schubert, Hugo Wolf, et al. Martin Isepp, Robert Vignoles, piano. BBC Legends. (http://www.amazon.co.uk)  Läst 6 januari 2013.
- Mozart, Le nozze di Figaro; Ravel;Shéhérazade; Strauss, Four Last songs. Royal Philarmonical Orchestra, dir. Antal Dorati. BBC Symphony Orchestra, dir. Pierre Bouléz. Royal Liverpool Philharmonic Orchestra, dir. Sir John Pritchard. BBC Legends. www.amazon.co.uk.  Läst 6 januari 2013.
- Zemlinsky, Lyric Symphony. 6 Maeterlinck Songs. BBC Symphony Orchestra, dir. Michael Gielen. BBC Philharmonic Orchestra, dir. Bernhard Klee. BBC Radio Classics. (http://www.amazon.co.uk). Läst 6 januari 2013.
- Zemlinski, Lyric Symphony Op. 18. 6 Songs Op. 13. Radio-Symphonie-Orchester Berlin, dir. Bernhard Klee. Koch Schwann ; Musica Mundi CD 311 053 H 1. Svensk mediedatabas.
- Mimi i Puccinis La Bohème. Med Gösta Winbergh, Laila Andersson. Kungl. Hovkapellet, dir. Kjell Ingebretsen. 14 december 1977. Premiere Opera CD 2255-2. (http://www.premiereopera.com).
- The Lady in Hindemit's Caradillac. Med Dietrich Fisher-Dieskau. Cologne Radio Symphony Orchestra, dir. Joseph Keilberth. Opera Doro OPD-1427. Läst 7 januari 2013.

## Filmografi
- 1949 – Svenske ryttaren
- 1966 – Nattflyg
- 1968 – Jag älskar, du älskar
- 1978 – Picassos äventyr
- 1979 – Fata Morgana